# Ahn So-hee
Ahn So-hee (en hangul, 안소희; en hanja, 安昭熙; Seúl, 27 de junio de 1992), más conocida como Sohee (en hangul, 소희), es una cantante y actriz surcoreana. Fue integrante del grupo femenino Wonder Girls.

## Primeros años
Ahn So Hee nació el 27 de junio de 1992 en Seúl, Corea del Sur. Fue seleccionada a través de audiciones y, a la edad de 12 años, se convirtió en aprendiz de JYP Entertainment.

## Carrera

### 2007-2013: Wonder Girls
En 2007, se reveló como la tercera integrante de Wonder Girls, un grupo de chicas dirigido por JYP Entertainment después de dos años de entrenamiento. El grupo debutó con el sencillo «Irony», presentando a Sohee como bailarina y vocalista del grupo. El grupo rápidamente saltó al estrellato con sus éxitos «Tell Me», «So Hot» y «Nobody» en menos de 2 años desde su debut. Sohee se ganó el título de «hermana pequeña de la nación». En particular, es conocida por su eslogan único «Omona» de la canción «Tell Me», que se convirtió en una locura nacional.
En un anuncio oficial de JYP Entertainment, se reveló que Sohee no renovaría su contrato con la compañía, y por lo tanto, abandonaría el grupo luego de seis años. El contrato con la compañía expiró el 21 de diciembre de 2013.

### Carrera actoral
Sohee hizo su debut como actriz a la edad de 14 años con un papel menor en un cortometraje The Synesthesia for Overtone Construction dirigido por Yu Dae Eol en 2004, actuando como una niña sorda.
A principios de 2008, Sohee hizo su debut en la pantalla grande junto a Lee Mi Sook y Kim Min Hee en la comedia romántica Hellcats, dirigida por Kwon Chil In de Singles. La película está adaptada del popular cómic coreano 10, 20 and 30, y trata sobre los puntos de vista de las mujeres coreanas modernas hacia el amor y la vida.
En 2013, Sohee obtuvo el primer papel principal en Happy! Rose Day junto a Jung Woong-in, un drama sobre una chica de unos 20 años que trabaja en una florería.
En 2014, después de dejar Wonder Girls y la ex agencia JYP Entertainment, Sohee firmó con la agencia de administración, BH Entertainment. El mismo año, Sohee protagonizó la serie de comedias románticas de tvN Heart to Heart, interpretando a una aspirante a actriz.
El 21 de septiembre de 2015, Sohee dejó oficialmente BH Entertainment, ya que decidió no renovar su contrato con ellos y luego firmó con KeyEast.
En 2016, Sohee protagonizó la primera película de zombis de Corea del Sur, Train to Busan, interpretando a un estudiante de secundaria y una leal seguidora del equipo de béisbol. La película se estrenó en la sección Midnight Screenings en el Festival de Cannes 2016 el 13 de mayo de 2016, y luego superó las 11 millones de admisiones. A pesar del éxito de la película, Sohee recibió críticas por su actuación. Más tarde en ese año, apareció en el remake coreano de tvN de la serie americana Entourage, interpretando el interés amoroso del personaje de Seo Kang Joon.
En 2017, Sohee protagonizó el thriller Single Rider junto a Lee Byung Hun y Gong Hyo Jin, donde recibió elogios por su interpretación de una adolescente solitaria.
En marzo del 2019 se unió al elenco de la segunda temporada de la serie Welcome to Waikiki donde dio vida a Kim Jung-eun, una joven extrovertida y genuina con poca tolerancia hacia lo desagradable, que hace cualquier trabajo que pueda conseguir para llegar a fin de mes y la compañera de clase de Joon-gi (Lee Yi-kyung) del departamento de teatro y cine, hasta el final de la serie el 14 de mayo del mismo año.
En agosto de 2020 se unió al elenco de la serie Missing: The Other Side (también conocida como "Missing: They Were There") donde interpretó a Lee Jong-ah, la asistente de Kim Wook (Go Soo), una hacker que también trabaja como funcionaria de nivel nueve en un centro comunitario, hasta el final de la serie el 11 de octubre del mismo año.
En agosto de 2021 se confirmó que se había unido al elenco recurrente de la serie Treinta y nueve (también conocida como "39") donde dará vida a Kim So-won, una pianista y la hermana menor de Kim Sun-woo (Yeon Woo-jin). La serie se espera sea estrenada a mediados de 2022.

## Filmografía

### Series de televisión
| Año  | Título                           | Papel        | Cadena   | Notas        | Ref.   |
| ---- | -------------------------------- | ------------ | -------- | ------------ | ------ |
| 2008 | Here He Comes                    | Mal Hee      |          | Cameo        |        |
| 2012 | Wonder Girls                     | Sohee        | TeenNick |              |        |
| 2013 | Happy! Rose Day                  | Ah Reum      | KBS2     |              |        |
| 2015 | Heart to Heart                   | Go Se-ro     | tvN      |              |        |
| 2016 | Entourage                        | Ahn So Hee   |          |              |        |
| 2019 | Welcome to Waikiki 2             | Kim Jung-eun | JTBC     | 16 episodios |        |
| 2020 | Missing: The Other Side          | Lee Jong-ah  | OCN      |              |        |
| 2021 | Drama Stage - "Attention Seeker" |              | tvN      |              | [ 22 ] |
| 2022 | Treinta y nueve                  | Kim So-won   | JTBC     | 12 episodios | [ 23 ] |

### Películas
| Año  | Título                                    | Papel                                    | Notas                                  |
| ---- | ----------------------------------------- | ---------------------------------------- | -------------------------------------- |
| 2004 | The Synesthesia for Overtone Construction | Niña sorda                               | Cortometraje                           |
| 2008 | Hellcats                                  | Kim Kang Ae                              |                                        |
| 2010 | The Last Godfather                        | Cantante                                 | Con Wonder Girls                       |
| 2013 | Mr. Go                                    |                                          | La escena fue borrada y lanzada en DVD |
| 2015 | C'est si bon                              | Cameo                                    |                                        |
| 2016 | Train to Busan                            | Jin Hee                                  |                                        |
| 2017 | Single Rider                              | Ji Na                                    |                                        |
| 2017 | Real                                      | Trabajadora de sala de costura Chinatown | Cameo                                  |
| 2019 | Memories                                  | Joo Eun                                  |                                        |

### Programas de televisión
| Año       | Título           | Papel      | Cadena | Notas |
| --------- | ---------------- | ---------- | ------ | ----- |
| 2007–2008 | Show! Music Core | Anfitriona | MBC    |       |

### Presentadora
| Año  | Título                    | Notas                     |
| ---- | ------------------------- | ------------------------- |
| 2020 | 56th Baeksang Arts Awards | presentadora de categoría |

## Premios y nominaciones
| Año  | Premio                                                          | Categoría          | Trabajo nominado | Resultado |
| ---- | --------------------------------------------------------------- | ------------------ | ---------------- | --------- |
| 2004 | 8th SM Youth Best Contest                                       | Mejor rostro       | N/A              | Ganadora  |
| 2008 | 2nd Mnet 20's Choice Awards                                     |                    | N/A              | Ganadora  |
| 2008 | 17th Buil Film Awards                                           | Mejor nueva actriz | Hellcats         | Nominada  |
| 2017 | 13th Jecheon International Music & Film Festival Awards (JIMFF) | JIMFF Star Award   | Single Rider     | Ganadora  |